# Punggur
Punggur is een bestuurslaag in het regentschap Bojonegoro van de provincie Oost-Java, Indonesië. Punggur telt 1098 inwoners (volkstelling 2010).